# Mackey (Indiana)
Pour les articles homonymes, voir Mackey.
Mackey est une municipalité située dans le comté de Gibson, dans l’État de l'Indiana, aux États-Unis. Lors du recensement de 2020, elle comptait 131 habitants.